# Cephalotus
Cephalotus (грец. κεφαλή «голова» та οὔς/ὠτός «вухо», для опису головки пиляка) — рід, який включає один вид, Cephalotus follicularis, невелика хижа рослина-кувшин. Уловлювачі модифікованого листя надихнули загальні назви для цієї рослини, які включають «Олбанський глечик», «Західноавстралійський глечик», «Австралійський глечик» або «мухоловка». Це вічнозелена трава, ендемічна для торф’янистих боліт у південно-західному кутку Західної Австралії.